# Hallands historia och beskrifning
Hallands historia och beskrifning är en bok av prosten och professorn Sven Peter Bexell. Den utkom första gången 1817-1819, och därefter i nyupplaga 1925 med inledning av folklivsforskaren Albert Sandklef.
Den beskriver landskapet Halland.